# La isla de Sajalín (libro)
La isla de Sajalín (en ruso: Остров Сахалин) es un libro de Antón Chéjov escrito y serializado entre 1891 y 1893, que luego apareció publicado como un libro independiente en 1895. Consiste en un conjunto de "notas de viaje" escritas por Chéjov después de realizar un viaje a la isla de Sajalín en el verano y el otoño de 1890. El libro se basa en la experiencia de viaje personal del escritor, así como en amplios datos estadísticos recopilados por él mismo. La traducción al inglés fue publicada en 1967 bajo el título The Island: A Journey to Sakhalin.
Según algunos críticos, el libro estuvo influido por La casa de los muertos de Fiódor Dostoyevsky y Siberia y Katorga de Sergei Maksimov (a quien se menciona repetidamente en el texto). 

## Antecedentes
En aquella época Sajalín era una colonia penitenciaria ubicada en los confines del Imperio ruso. En 1890, Chéjov emprendió un arduo viaje en tren, carruaje de caballos y barco de vapor hasta el Lejano Oriente ruso, donde se encontraba la katorga, o colonia penal, en la isla de Sajalín, situada al norte de Japón. Allí pasó tres meses entrevistando a miles de convictos y colonos para un censo. Las cartas que Chéjov escribió durante el viaje de dos meses y medio a Sajalín se consideran entre sus mejores obras. Los comentarios sobre Tomsk dirigidos a su hermana se harían notorios.
Tomsk es una ciudad muy aburrida. A juzgar por los borrachos que conocí y por los intelectuales que vinieron al hotel a saludarme, sus habitantes son también muy aburridos.
Chéjov fue testigo de muchas cosas en Sajalín que lo impactaron y lo enfurecieron, incluidas flagelaciones, malversación de suministros y prostitución forzada de mujeres. En una de sus notas escribió: "Hubo momentos en que sentí que veía ante mí los límites extremos de la degradación del hombre".  Le conmovió particularmente la difícil situación de los niños que vivían en la colonia penal con sus padres.
En el vapor del río Amur que iba a Sajalín viajaba un presidiario que había asesinado a su esposa y llevaba grilletes en las piernas. Su hija, una niña de seis años, iba con él. Observé que, adondequiera que fuese el presidiario, la niña corría tras él, agarrándose a sus grilletes. Por la noche, la pequeña dormía con los presidiarios y los soldados, todos juntos en un montón.
Chéjov concluyó más tarde que la caridad no era la respuesta, sino que el gobierno tenía el deber de financiar el trato humano a los convictos. Sus hallazgos fueron publicados entre 1893 y 1894 bajo el título Ostrov Sakhalin (La isla de Sajalín), una obra de ciencia social, no de literatura.

## Publicación
Chéjov regresó de Sajalín a Moscú el 8 de diciembre de 1890, y a principios de 1891 comenzó a trabajar en el libro. En un inicio su intención era imprimir el libro entero, y se negó a publicar fragmentos de este en revistas literarias, pero en 1892 aceptó publicar el capítulo XXII ("Fugitivos en Sajalín") en el compendio Ayudando a los hambrientos.
Los capítulos I a XIX se publicaron por primera vez en la revista Russkaya Mysl en 1893 (números 10 a 12) y 1894 (números 2 a 7).  En 1895 el libro fue finalmente publicado en una edición separada, con la adición de los capítulos XX-XXIII y con correcciones menores de los primeros diecinueve, titulada La isla de Sajalín (a partir de notas de viaje). El capítulo XXII se reimprimió en una edición separada (con importantes reducciones y modificaciones de texto) del compendio Ayudando a los hambrientos.